# Gunung Tanjung
Gunung Tanjung is een bestuurslaag in het regentschap Sukabumi van de provincie West-Java, Indonesië. Gunung Tanjung telt 3047 inwoners (volkstelling 2010).